# Nankeng (köping)
Nankeng (kinesiska: 南坑, 南坑镇) är en köping i Kina. Den ligger i provinsen Jiangxi, i den sydöstra delen av landet, omkring 230 kilometer sydväst om provinshuvudstaden Nanchang. Antalet invånare är 35325. Befolkningen består av 17 156 kvinnor och 18 169 män. Barn under 15 år utgör 20,0 %, vuxna 15-64 år 70 %, och äldre över 65 år 8,0 %.
Genomsnittlig årsnederbörd är 2 038 millimeter. Den regnigaste månaden är maj, med i genomsnitt 302 mm nederbörd, och den torraste är oktober, med 33 mm nederbörd.